# Provincia de Plovdiv
La provincia de Plovdiv (en búlgaro: Област Пловдив), es una provincia u óblast ubicado en el centro de Bulgaria. Limita al norte con la provincia de Lovech; al este con las de Stara Zagora y Haskovo; al sur con las de Kardzhali y Smolyan; y al oeste con las de Pazardzhik y Sofía.

## Subdivisiones
La provincia está integrada por dieciocho municipios:
- Asenovgrad
- Brezovo
- Hisarya
- Kaloyanovo
- Karlovo
- Krichim
- Kuklen
- Laki
- Maritsa
- Parvomay
- Perushtitsa
- Plovdiv
- Rakovski
- Rodopi
- Sadovo
- Saedinenie
- Sopot
- Stamboliyski